# Maykel Massó
Maykel Demetrio Massó (født 8. maj 1999) er en cubansk atlet, der konkurrerer i længdespring. 
Han repræsenterede sit land ved verdensmesterskaberne i atletik 2015 i Beijing , hvor han blev slået ud i kvalifikationen i længdespring.
Han repræsenterede Cuba ved sommer-OL 2020 i Tokyo, hvor han tog bronze i længdespring.